# 김찬욱
김찬욱(金燦旭, 일본식 이름: 淸水源시미즈 겐, 1897년 4월 4일 ~ ?)은 일제강점기의 경찰 겸 관료로, 본적은 경상북도 구미시 선산읍이다.

## 생애
경상북도 성주경찰서(1924년 ~ 1925년)와 경상북도 선산경찰서(1926년 ~ 1928년), 평안북도 희천경찰서(1930년 ~ 1931년 4월 24일), 평안북도 신의주경찰서(1931년)에서 경부보로 재직했고 평안북도 강계경찰서(1931년 10월 18일 ~ 1933년 4월 4일)와 평안북도 의주경찰서(1933년 4월 5일 ~ 1934년 3월 31일)에서 경부로 재직했다. 평안북도 강계경찰서 경부로 재직하던 중에 일어난 만주사변 당시 항일 무장 세력 탄압, 민심 사찰 및 유언비어 단속, 국경 경비 임무를 수행하는 한편 일본군의 군수품 수송에 협조했다.
1934년 4월 29일 일본 정부로부터 만주 사변 종군기장을 받았으며 1934년 7월 25일 만주 사변에 대한 공로를 인정받아 일본 정부의 만주 사변 행상에서 위로 갑(慰勞 甲)에 상신되었다. 1935년 7월 25일 일본 정부로부터 공로 병(功勞 丙)을 받았고 1935년 10월 26일 만주국 황제 방일 기념장 수여 대상자로 상신되었다. 1935년부터 1942년 8월 18일까지 평안북도 경찰부 고등경찰과 경부로 재직했고 신의주세관 압록강교측세관출장소 감시(監視, 1936년 ~ 1941년)와 평양지방전매국 신의주출장소 속(屬, 1936년 ~ 1942년 8월 18일)을 겸임했다.
평안북도 고등경찰과 경부로 재직하던 중에 일어난 중일 전쟁 당시 조선인 항일운동가에 대한 첩보 및 정보 수집, 군사 스파이 검거, 군대 및 군수품 수송 경계, 국경 지대 경비, 여론 환기와 국방사상 보급, 시국 범죄 검거 및 단속 등의 임무를 수행하여 일본의 침략 전쟁에 적극 협력했다. 1940년 4월 29일 중일 전쟁에 협력한 공로를 인정받아 일본 정부의 지나 사변 공적 조서에서 공로(功勞)에 상신되었으며 1940년 6월 10일 일본 정부로부터 훈8등 서보장을 받았다. 1942년 2월 16일 종7위에 서위되었으며 1942년 8월 18일 평안북도 철산군수로 임명되었다. 1942년 11월 12일 일본 정부로부터 훈7등 서보장을 받았으며 1944년 12월 28일 고등관 6등에 서위되었다.
광복 이후인 1949년 반민족행위특별조사위원회 재판부로부터 기소되기도 했다.
민족문제연구소의 친일인명사전 수록자 명단의 경찰 부문과 관료 부문, 친일반민족행위진상규명위원회가 발표한 친일반민족행위 705인 명단에 포함되었다.

## 참고자료
- 친일반민족행위진상규명위원회 (2009). 〈김찬욱〉. 《친일반민족행위진상규명 보고서 Ⅳ-4》. 서울. 323~332쪽.